# Claviphantes
Claviphantes is een geslacht van spinnen uit de familie hangmatspinnen (Linyphiidae).

## Soorten
De volgende soorten zijn bij het geslacht ingedeeld:
- Claviphantes bifurcatoides (Tanasevitch, 1987)
- Claviphantes bifurcatus (Tanasevitch, 1987)